# Bob Neuwirth
Bob Neuwirth, właśc. Robert John Neuwirth (ur. 20 czerwca 1939 w Akron, Ohio, zm. 18 maja 2022 w Santa Monica) – amerykański wokalista, autor piosenek, producent muzyczny i artysta wizualny. Jedna z głównych postaci sceny folkowej Cambridge (Massachusetts) wczesnych lat 60. Później, bliski przyjaciel i współpracownik Boba Dylana, obok którego pojawia się w dokumentalnym filmie D.A. Pennebakera pt. Dont Look Back oraz w romantyczno-fantastycznym, pełnym osobistych odniesień filmie Dylana pt. Renaldo and Clara. (Neuwirth zebrał zespół Rolling Thunder Revue towarzyszący Dylanowi w 1975.) Razem z Janis Joplin i poetą Michaelem McClure’em, napisał znaną piosenkę pt. „Mercedes Benz”.

## Dyskografia
- Bob Neuwirth (1974)
- Back to the Front (1988)
- 99 Monkeys (1990)
- Look Up (1996)
- Havana Midnight (1999)

### zJohnem Calem
- Last Day on Earth (1994)